# Albert Eskeröd
Albert Jean Eskeröd, ursprungligen Nilsson, född 9 maj 1904 i Norra Rörum, Skåne, död den 5 april 1987 i Täby församling, var en svensk etnolog.

## Biografi
Eskeröd var en framstående museiman och forskare. Han var anställd som amanuens vid Kulturen i Lund 1935–1937 och senare intendent vid Nordiska museet 1937 och var förste intendent från 1947. År 1948 blev han docent vid Stockholms högskola 1948. År 1970 gick han i pension. Han ägnade sig särskilt åt skördetraditioner (Årets äring, 1947), jordbrukets historia (Jordbruk under 5 000 år, 1973), samt båtar.
Han var en föregångsman ifråga om funktionalistisk analys av folklig sed och hade uppdrag som kulturhistorisk rådgivare (film 1942).